# Želvička trpasličí
Želvička trpasličí (též želva trpasličí, Chersobius signatus) je druh suchozemské želvy z čeledi želvovitých. Spolu s želvičkou Boulengerovou a druhem Chersobius solus tvoří rod Chersobius.

## Rozšíření

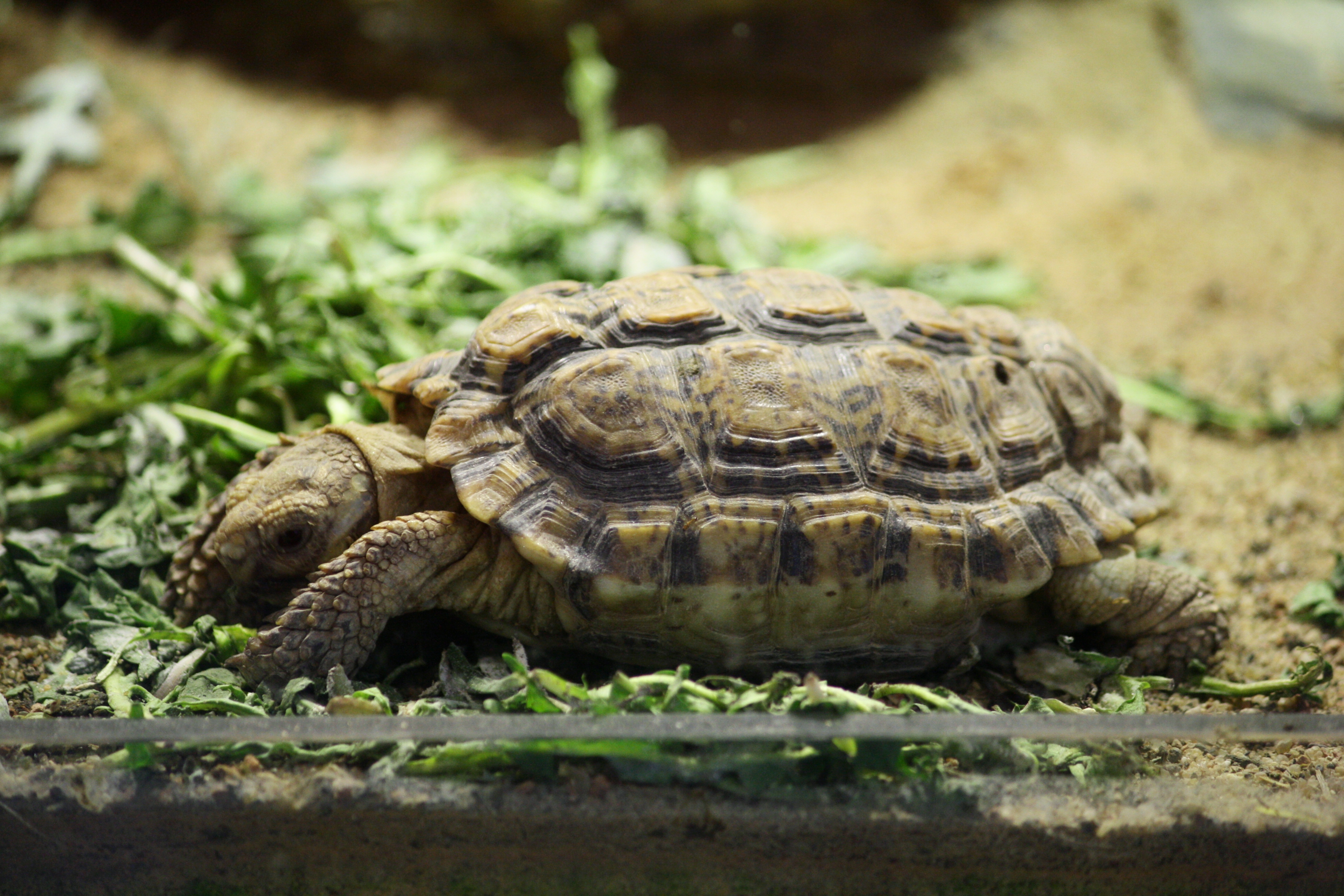
Želvička trpasličí v Zoo Praha

Želvička trpasličí je endemickým druhem v Jihoafrické republice, kde se vyskytuje především v regionu Namaqualand. Žije zde především na skalnatých výběžcích, blízko míst, kde rostou malé sukulentní rostliny, kterými se živí.
Podle míst, kde žila, se dříve rozlišovaly dva poddruhy, Chersobius signatus signatus (severní) a Chersobius signatus cafer (jižní), ale pozdější studie prokázaly, že se od sebe nijak neliší, a tak byly zrušeny.

## Popis

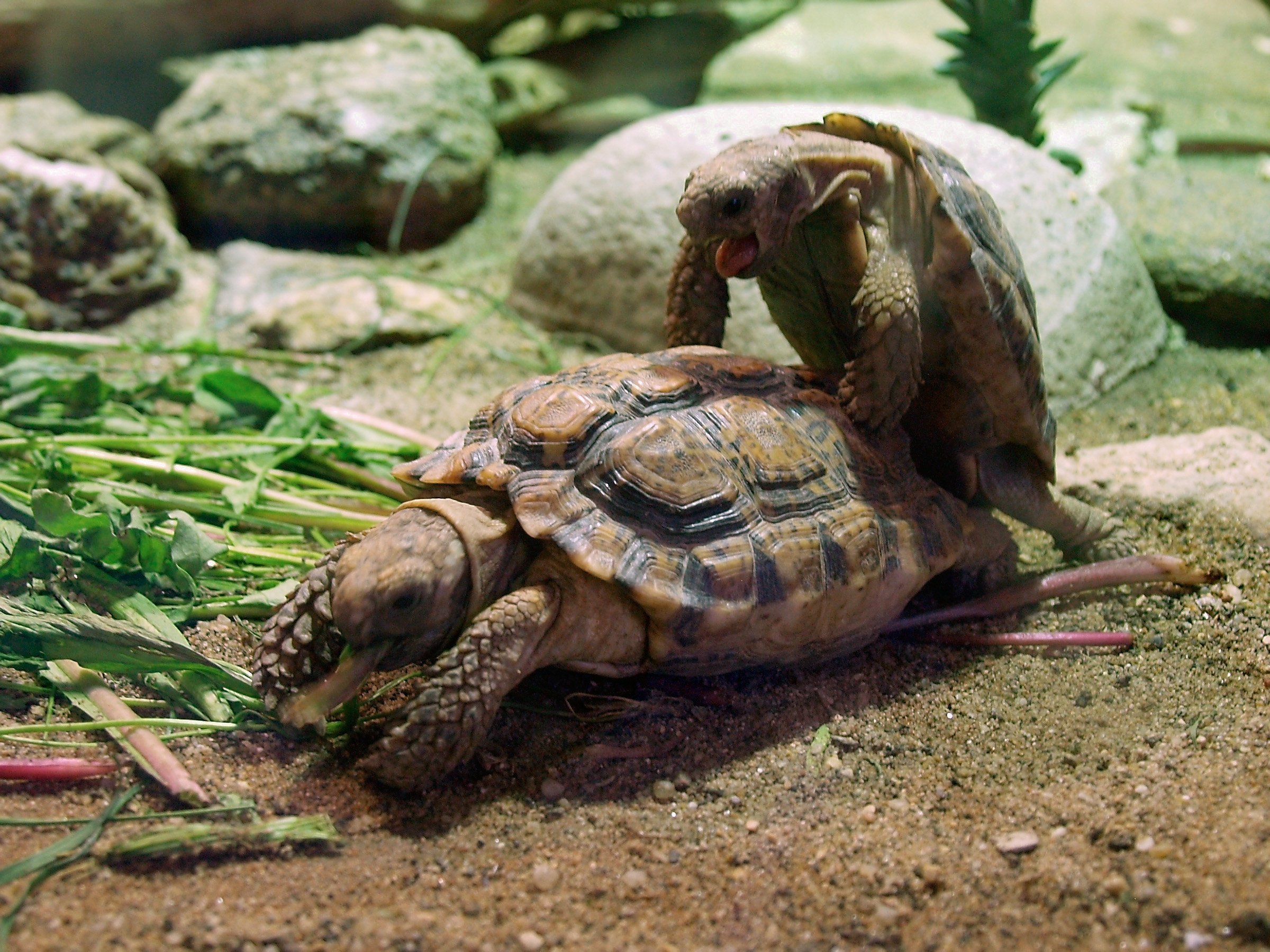
Želvičky při páření

Samec má délku karapaxu 6–8 cm, samice až 10 cm. Hmotnost je přibližně 95–165 g. Díky své velikosti je želvička trpasličí nejmenším žijícím druhem želvy. Její krunýř je zploštělý a má zoubkované okraje. Je oranžový až hnědý s mnoha černými skvrnami. U samců je zřetelný jejich prohloubený plastron.
Tato želva může být od jiných želv z rodu Chersobius odlišena především svými skvrnami a tím, že má na předních nohách pět prstů.

## Chování a reprodukce
Želvičky jsou aktivní především brzy ráno (obzvláště na jaře a na podzim, když se starají o mláďata). Hledá malé sukulentní rostliny rostoucí mezi kameny a dostatečně malé na to, aby je mohla sníst. Před pářením se samec a samice namlouvají tak, že na sebe přikyvují hlavami. Po spáření samice vyhrabe jamku ve vlhké hlíně, do které naklade několik vajec. Mláďata váží méně než 7 g a jsou velká asi 30 mm, a dospějí po 100 až 120 dnech.

## Ohrožení
Želvička trpasličí je v současné době ohroženým druhem, a to především kvůli nadměrné dopravě, ničení životního prostředí a pytláctví. Obchodování s jakýmikoliv nalezenými želvami z rodu Chersobius je striktně považováno za nelegální a jakékoliv exempláře želviček trpasličích, chovaných v zajetí, jsou systematicky registrovány na úřadech Jihoafrické republiky a Namibie. Další hrozbu pro želvičky představují domácí psi a prasata.
Každým rokem se mnoho želviček trpasličích dostane do chovu, a důsledkem toho většinou zemřou, vzhledem k tomu, že se nedokážou dobře přizpůsobit stravě a změně klimatu a životního prostředí. Na rozdíl od jiných želv z rodu Chersobius není přesně stanoveno, jakou stravu by měla požívat, i když je velmi variabilní. Tento druh se však snadno může přizpůsobit podmínkám v zajetí, pokud je věnována dostatečná pozornost správné teplotě, vlhkosti a stravě, která by měla být dostatečně pestrá.